# Light My Fire
Light My Fire pjesma je američkog rock sastava The Doors, s njihovog prvog albuma objavljenog 1967. "Light my fire" bila je prava uspješnica na ljestvicama i jedna od njihovih najpoznatijih pjesama. 
The Doors su napravili spektakl kada su trebali izvesti pjesmu na TV-programu Ed Sullivan Show. Tekst pjesme je bio Girl, we couldn't get much higher, no nije se smjela rabiti riječ “higher” na TV-u u to vrijeme. Bili su zamoljeni promijeniti tekst, no to nisu htjeli napraviti. To je za posljedicu imalo da The Doors nisu nikada nastupili na  The Ed Sullivan Showu.
Pjesma se može često čuti u filmovima, između ostalog u filmu The Doors.
Brojni glazbenici su pravili obradu pjesme Light My Fire, a među njima bili su Shirley Bassey, UB40, Will Young i José Feliciano. Ananda Shankar,  virtuoz na sitari, napravio je instrumentalnu inačicu pjesme. 

## Vanjske poveznice
- Tekst pjesme Light My Fire  Arhivirana inačica izvorne stranice od 4. siječnja 2019. (Wayback Machine)